# Стулов, Дмитрий Дмитриевич
Дмитрий Дмитриевич Стулов (род. 2 января 1994, Саратов) — российский хоккеист, защитник.

## Биография
Сын хоккеиста Дмитрия Стулова. Родился в Саратове, начал заниматься хоккеем в Нижнекамске, продолжил в Саратове, затем перешёл в магнитогорский «Металлург», куда вскоре перешёл и отец тренером по защитникам в хоккейной школе; затем он принял команду «Металлург-97».
В сезоне 2010/11 в возрасте 16 лет стал играть за команду МХЛ «Стальные лисы» под руководством Евгения Корешкова. Перед сезоном 2014/15 перешёл в тольяттинскую «Ладу», за которую провёл 28 матчей в КХЛ. Также сыграл 16 матчей за «Ладью» в МХЛ. Летом 2015 года прошёл сборы в московском «Спартаке», но провёл сезон в воскресенском «Химике». Затем получил травму на сборах, и «Спартак» расторг контракт. Восстанавливался в Оренбурге, где отец работал в «Сарматах». В декабре уехал в команду третьего дивизиона Швеции «Улуфстрём», где отыграл четыре месяца.
Вернувшись из Швеции, не получил шанса в красноярском «Соколе» из ВХЛ. Выступал в других клубах лиги — сезон доиграл в Нижнем Тагиле. Месяц отыграл в «Ермаке» Ангарск, до конца сезона выступал в «Спутнике» Нижний Тагил. Сезон 2018/19 начал в ЦСК ВВС Самара. Проведя два матча, перешёл в карагандинскую «Сарыарку», затем — в «Торпедо» Усть-Каменогорск, следующий сезон отыграл за команду в чемпионате Казахстана.
Выступал в ВХЛ за клубы «Торос» Нефтекамск (2021/22), «Зауралье» Курган и «Нефтяник» Альметьевск (2022/23), «Норильск» и «Тамбов» (2023/24). с конца 2023 года — в команде чемпионата Казахстана «Сарыарка».